# Табулирование функции
Табулирование функции — это вычисление значений функции при изменении аргумента от некоторого начального значения до некоторого конечного значения с определённым шагом. Именно так составляются таблицы значений функций, отсюда и название — табулирование. Необходимость в табулировании возникает при решении достаточно широкого круга задач. Например, при численном решении нелинейных уравнений f(x) = 0, путём табулирования можно отделить (локализовать) корни уравнения, то есть найти такие отрезки, на концах которых, функция имеет разные знаки. С помощью табулирования можно (хотя и очень грубо) найти минимум или максимум функции. Иногда случается так, что функция не имеет аналитического представления, а её значения получаются в результате вычислений, что часто бывает при компьютерном моделировании различных процессов. Если такая функция будет использоваться в последующих расчётах (например, она должна быть проинтегрирована или продифференцирована и т. п.), то часто поступают следующим образом: вычисляют значения функции в нужном интервале изменения аргумента, то есть составляют таблицу (табулируют), а затем по этой таблице строят каким-либо образом другую функцию, заданную аналитическим выражением (формулой). Необходимость в табулировании возникает также при построении графиков функции на экране компьютера.